# Isotta Fraschini Tipo 8

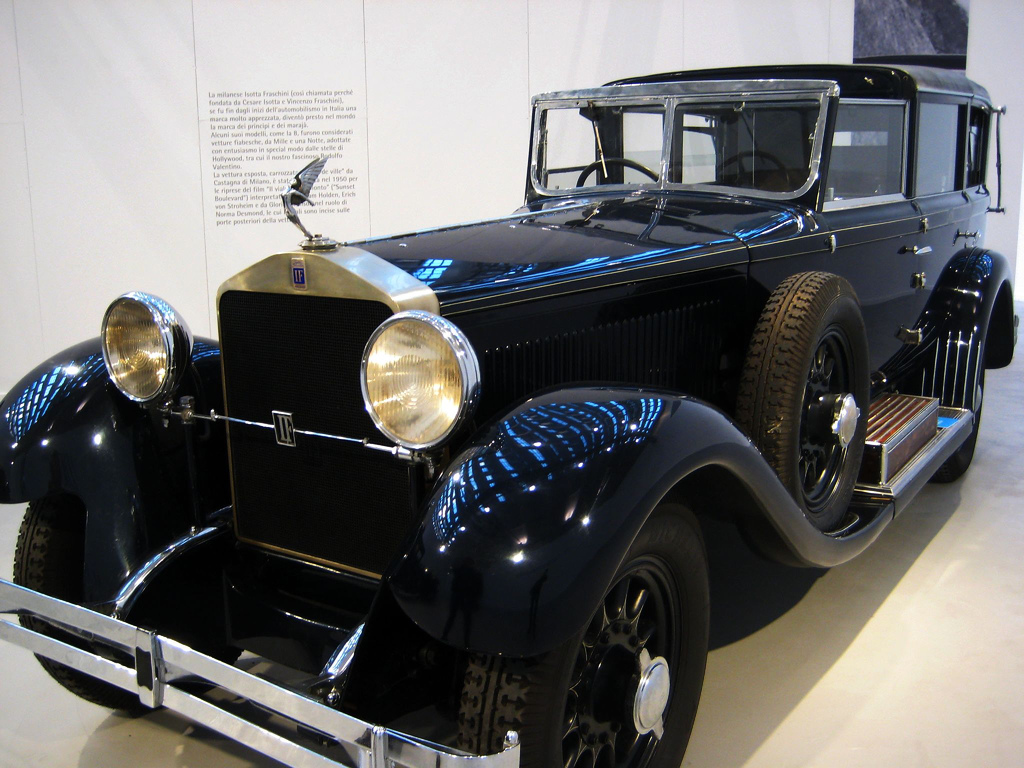
Isotta Frascini Tipo 8.

 (signalé en juin 2025).
Si vous disposez d'ouvrages ou d'articles de référence ou si vous connaissez des sites web de qualité traitant du thème abordé ici, merci de compléter l'article en donnant les références utiles à sa vérifiabilité et en les liant à la section « Notes et références ».
- Archive Wikiwix
- Bing
- Cairn
- DuckDuckGo
- E. Universalis
- Gallica
- Google
- G. Books
- G. News
- G. Scholar
- Persée
- Qwant
- (zh) Baidu
- (ru) Yandex
- (wd) trouver des œuvres sur Wikidata

L'Isotta Fraschini Tipo 8 est une automobile de grand luxe produite par le constructeur italien Isotta Fraschini à partir de 1912.

## Histoire

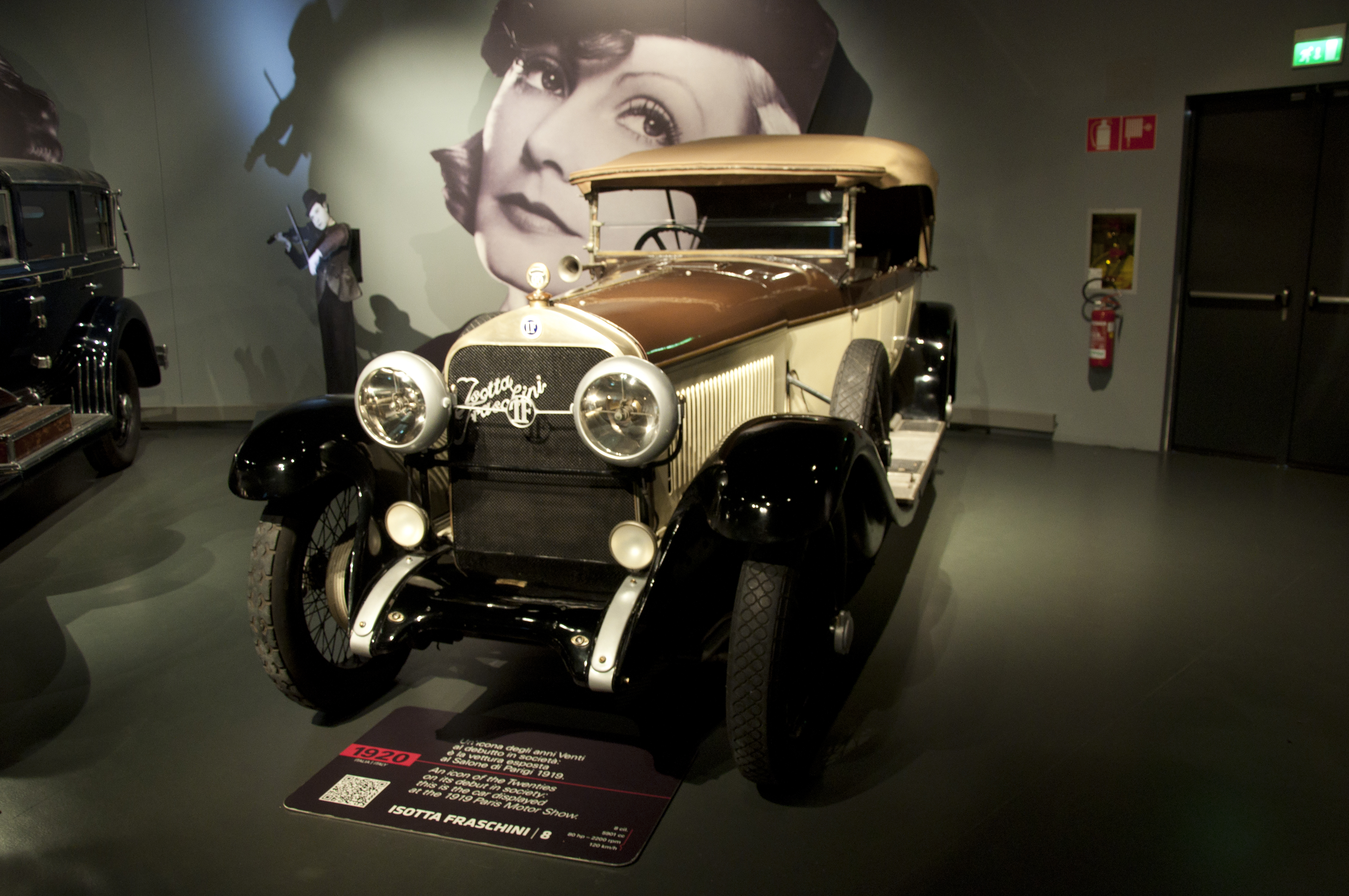
1920 Isotta Fraschini Tipo 8, Museo Nazionale dell'Automobile Torino.

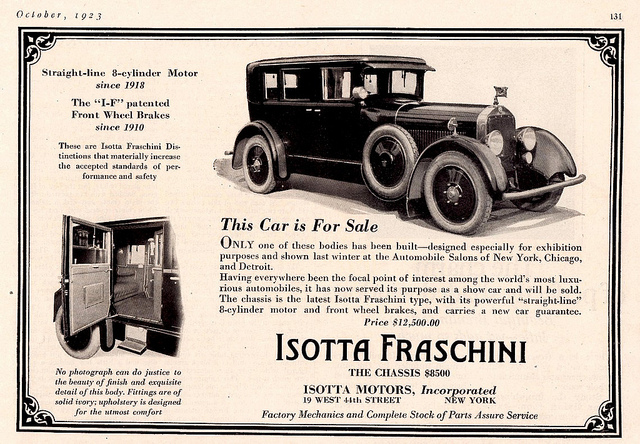
Publicité pour l'Isotta Fraschini, 1923.

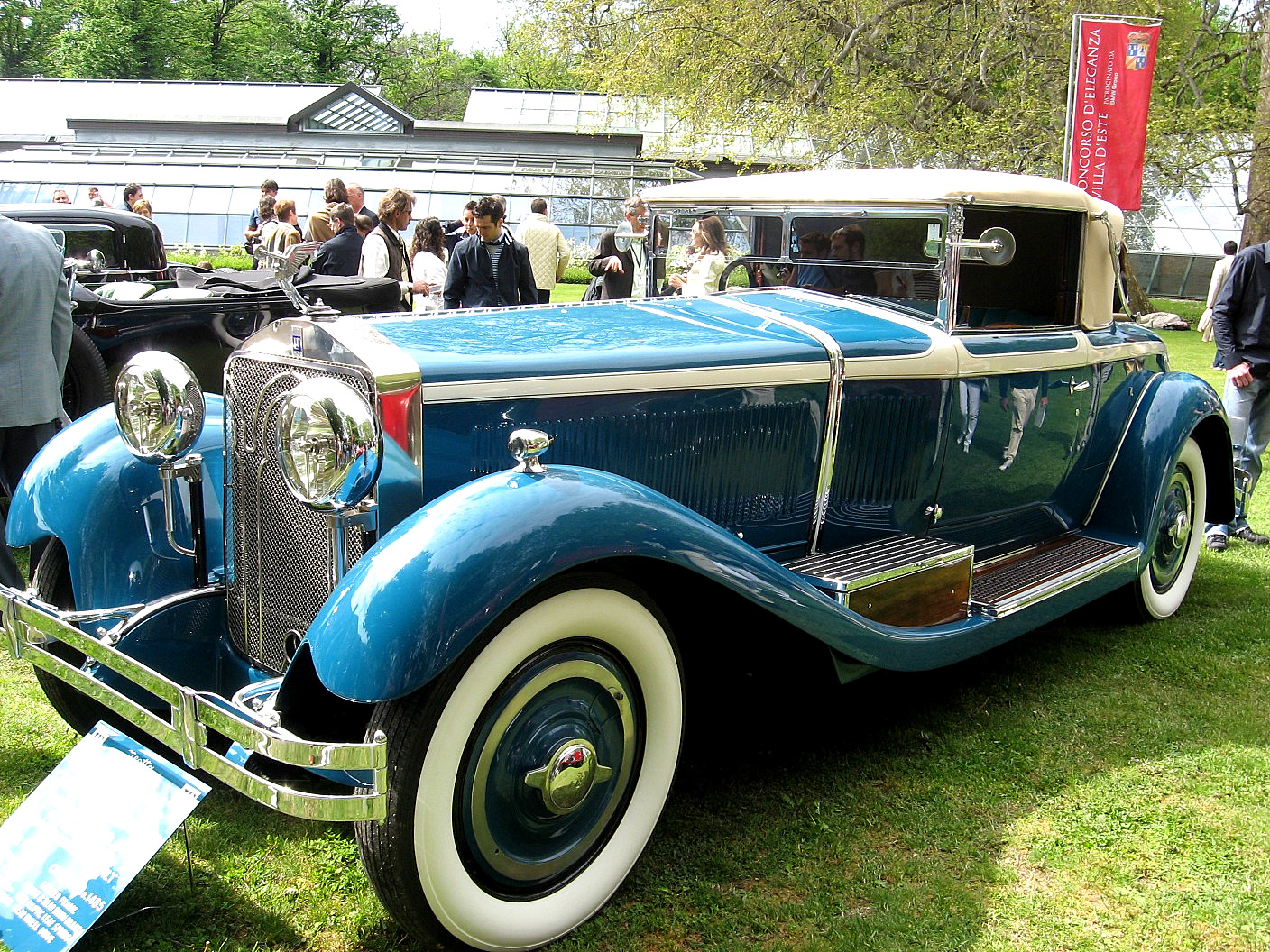
Isotta Fraschini Tipo 8A Castagna.

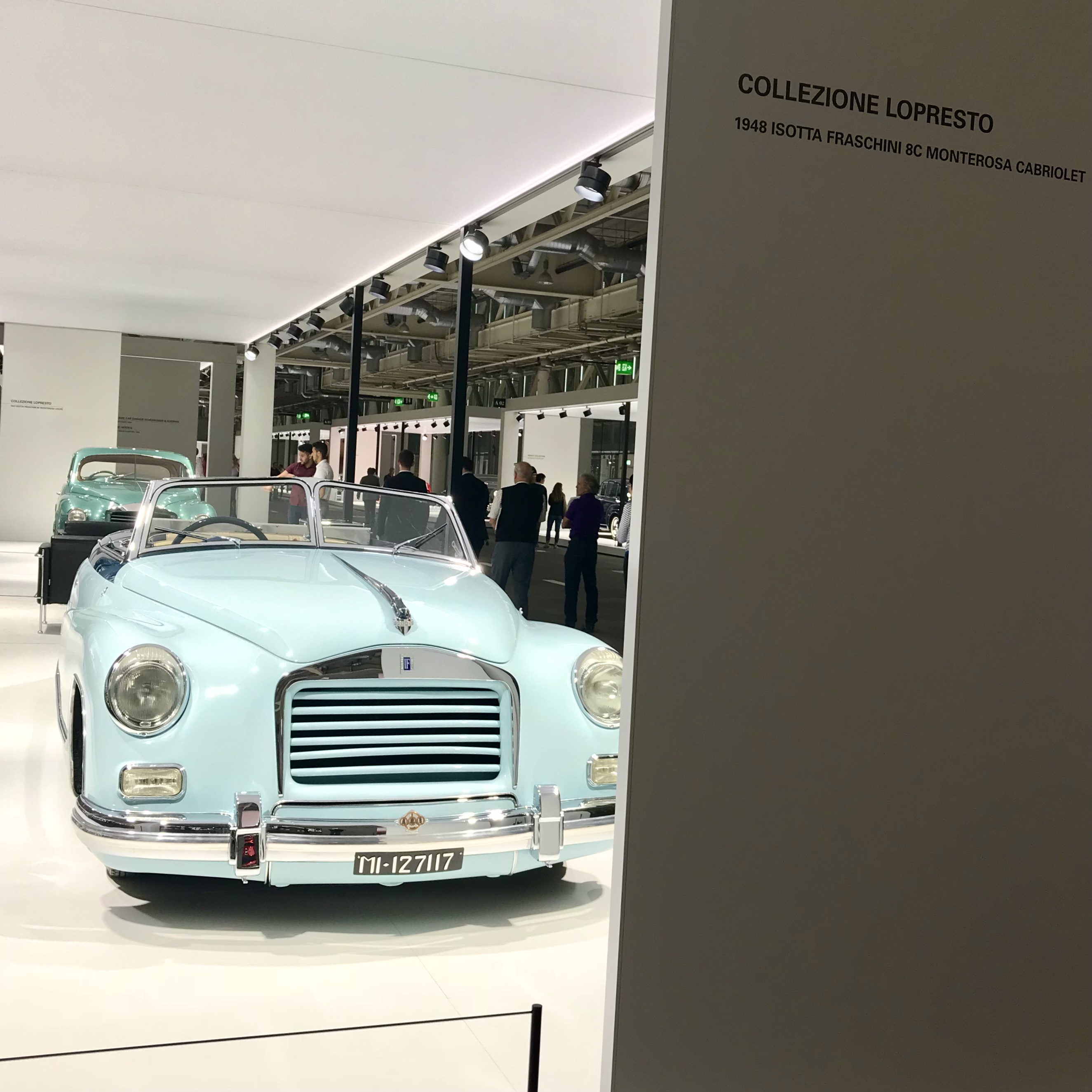
Isotta Fraschini Tipo 8C Monterosa Cabriolet.

Isotta Fraschini, constructeur italien disparu, était l'un des constructeurs de voitures de luxe les plus novateurs au monde. Sa réputation lui a permis d'être un véritable leader mondial dans sa catégorie, notamment aux États-Unis[réf. nécessaire], et il laissera la place à son concurrent de toujours, Rolls Royce, après sa disparition.
La Tipo 8 est dévoilée en août 1912 et bénéficie, en série, des freins sur les quatre roues, comme tous les modèles de la marque depuis 1909. Elle est équipée d'un moteur à 8 cylindres en ligne, le premier du genre en production en série au monde[réf. nécessaire]. Le moteur est doté d'un vilebrequin à neuf paliers et des soupapes en tête commandées par tiges et culbuteurs ; la cylindrée est de 5 901 cm2 avec un alésage de 85 mm et une course de 130 mm, et dans les premiers exemplaires la puissance délivrée est comprise entre 75 et 80 chevaux à environ 2200 tr/min, pour une vitesse maximum estimée à 125 km/h. Le réglage du régime moteur est effectué par trois leviers sur le volant, un pour l'avance, un pour la proportion du mélange air-essence et un pour la position du papillon. Plus tard, la puissance a été augmentée jusqu'à 90 ch et la vitesse de pointe a atteint environ 140 km/h. Le moteur est à l'avant, et la transmission est de type propulsion.
La Tipo 8A, lancée en 1924 avec une puissance de 115 ch, offre un châssis redessiné avec une nouvelle suspension. La boîte est à trois vitesses synchronisées. Elle est habillée par les principaux carrossiers italiens, Castagna, Touring, Sala. Aux États-Unis, où près d'un tiers de la production Isotta a été vendue, le prix d'une 8A dépassait celui d'une Duesenberg Model J, soit plus de 20 000 dollars. 
L'Isotta Fraschini Tipo 8A est équipée du moteur le plus puissant jamais produit dans le milieu des années 1920.[réf. nécessaire] La plupart des modèles ont été montés sur un châssis à empattement long 145. Environ 950 8AS ont été construites durant les années 1925-1931. À partir de 1931, l'entreprise connaît des difficultés avec la Grande Dépression qui affectera très sévèrement les ventes de véhicules de luxe, principalement aux États-Unis. Aussi, afin de stimuler les ventes, la société introduit un nouveau modèle, la Tipo 8B.
Dans un premier temps, Henry Ford propose de produire les modèles Isotta Fraschini à Détroit plutôt que devoir les importer d'Italie et se voir pénalisé par les taxes, mais le gouvernement italien bloque cet accord. En 1932, le comte Caproni di Talideo, patron de la société italienne qui construit les avions Caproni, considérant que la production des moteurs Isotta Fraschini pour ses productions aéronautiques était indispensable à sa propre entreprise, décide de racheter la société. 
Après guerre, une tentative de reprendre la fabrication de voitures est faite en 1947 avec la Tipo 8C Monterosa dotée d'un moteur V8 installé à l’arrière et entraînant les roues arrière. La cylindrée est de 2 544 cm3 avec un arbre à cames en tête central. Pour 4 200 tr/min, la puissance maximale est de 125 ch. Ce modèle n'a pas grand succès car pas plus de vingt exemplaires de Monterosa ont été vendus. La production de voitures cessera en 1949 au profit des moteurs d'avions. Dès lors, Isotta Fraschini a disparu en tant que constructeur automobile.

## Expositions
Châssis 1485, roadster carrossé par Castagna : cette voiture est considérée comme le clou du Salon de l'automobile de New York de 1929. Présentée sur le stand Castagna, la voiture dispose d'une richesse inouïe de détails de luxe avec l'utilisation des meilleurs matériaux, et est équipée de projecteurs Grebel. L'habitacle comporte de magnifiques sellerie et marqueterie, avec des boiseries de style Art déco. L'attention du détail est tout à fait exceptionnelle avec des inserts en nickel poli.
Christie's International Motor Cars organise à Paris, le 12 février 2005, la vente de ce véhicule dans le cadre de Rétromobile avec mise aux enchères au prix de 425 000 €. La voiture fait alors partie de la célèbre collection Harrah conservée à Reno, au Nevada.
Elle remporte en 2015 le Pebble Beach Concours d'Elegance.